# Senecio incrassatus
Senecio incrassatus — вид рослин з родини Айстрові (Asteraceae), ендемік Макаронезії: Мадейри, Селваженш та Канарських островів.

## Поширення
Ендемік Макаронезії: архіпелагу Мадейра (о-ви Мадейра, Дезерташ, Порту-Санту), Селваженш та Канарських островів (о-ви Ієрро, Ла-Пальма).